# آرال‌قوم
آرال‌قوم (به ازبکی: Aralkum Desert) بیابانی است که از سال ۱۹۶۰ در بستر آنچه پیش از این دریاچه آرال بود پدیدار شده‌است. این بیابان در قسمت جنوبی و شرقی آنچه در کشورهای ازبکستان و قزاقستان از دریاچه آرال به جا مانده قرار گرفته‌است.

## پیشینه
با این که سطح دریاچه آرال از زمان وجود این دریاچه نوسانات زیادی به خود دیده بود اما بیشترین افت آب در آن از دهه ۱۹۶۰ رخ داده‌است. علت آن نیز پروژه‌های عظیم آبیاری است که در زمان اتحاد شوروی در این منطقه انجام شد و ورودی آب به دریاچه را به‌شدت کاهش داد. در حالی که سطح دریاچه آرال شمالی به خاطر آب‌بند گوک‌آرال رو به افزایش داشته‌است، سطح دریاچه آرال جنوبی همچنان با افت روبرو بوده است.

## آلودگی محیط
از سال ۲۰۱۰ ماسه‌های آرال و ریزگردهایی که از آن منشأ می‌گیرند در هوا پراکنده شده و سنجش‌های علمی نشان داده که این گرد و غبار حاوی مواد آلوده است. محل قرارگیری این بیابان که در کوران بادی قدرتمندی که از شرق به غرب می‌وزد باعث شده که کودهای سمی و ریزگردهای آن حتی در خون پنگوئن‌های قطب جنوب نیز یافت شوند. ریزگردهای آرال از دشت‌های روسیه گرفته تا جنگل‌های نروژ و یخچال‌های طبیعی گرینلند شناسایی و دیده شده‌اند.